# Arthur Österwall
Arthur Österwall, egentligen Sven Artur Östervall, född 6 mars 1910 i Matteus församling i Stockholm, död 27 februari 1990 i Solna i Stockholms län, var en svensk orkesterledare, kompositör, vokalist och musiker (kontrabas). 

## Biografi
Österwall medverkade till en början som basist och sångare i brodern Seymour Österwalls orkester, men bildade 1944 egen orkester. Han ledde ofta utländska orkestrars turnéer i Sverige samt var konferencier vid många jazzarrangemang. Han var också jazzkrönikör och nöjesreporter i Aftontidningen, där han startade ungdomstävlingen "AT-jazzen" 1949 med många av 1950-talets sedermera kända jazzmusiker som deltagare. 
1956 tog han initiativ till en liknande riksomfattande ungdomstävling i TV, "TV-jazzen", där många som senare blev 1960-talets ledande jazzmusiker deltog. Han var också initiativtagare till Stockholms Jazzfestival, som hölls första gången 1967. 

Åren 1956–1972 var Arthur Österwall föreståndare för den nya kommunala ungdomsgården Sunside på Malmskillnadsgatan i Stockholm.
Han var bror till sångerskan Irmgard Österwall.
Österwalls självbiografi Från Internationalen till Nalen utgavs 1990 på Ordfront förlag.
Arthur Österwall är gravsatt i minneslunden på Solna kyrkogård.

## Filmografi i urval

### Musik
- 1941 – Hem från Babylon
- 1942 – I gult och blått
- 1944 – Släkten är bäst
- 1948 – Livet på Forsbyholm
- 1954 – Östermans testamente

### Manus, roller
- 1941 – Gatans serenad
- 1943 – Flickan är ett fynd
- 1983 – Åke Hasselgård Story